# Caricatura

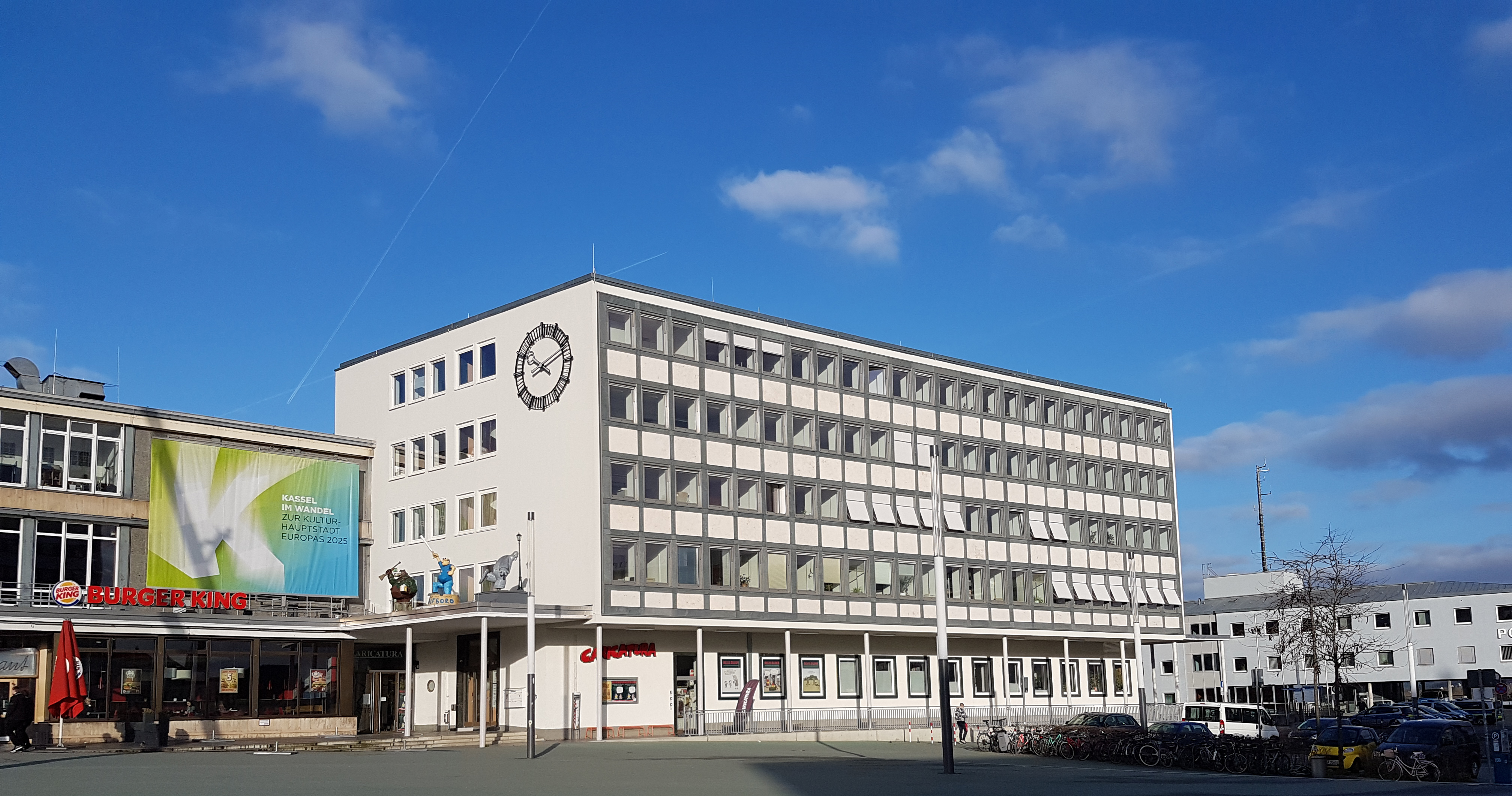
Caricatura - Galerie für Komische Kunst, 2018

Die Institution Caricatura wurde 1984 in Kassel als gemeinnütziger Verein gegründet. Seit 1995 betreibt sie die Caricatura – Galerie für Komische Kunst im KulturBahnhof Kassel.

## Geschichte
Die Caricatura wurde 1984 als gemeinnütziger Verein gegründet. Das Wirken der Caricatura ist beeinflusst durch die Aktivitäten der Neuen Frankfurter Schule, und so gehörten F. W. Bernstein, Robert Gernhardt und F. K. Waechter Anfang der 1980er Jahre zu den Förderern der ersten Stunde.
Vor allem in den documenta-Jahren seit 1987 bietet die Caricatura eine Alternative zu diesen Ausstellungen, wenn sie in Querschnittsausstellungen bekannte Künstler des gegenwärtigen Komikschaffens in einer „Bestandsaufnahme der deutschsprachigen komischen Kunst“ präsentiert. Mit diesen (bisher sieben) Ausstellungen „Caricatura I“ usw. wurde versucht, den Begriff der „Komischen Kunst“ als Gattungsbegriff innerhalb der Bildenden Künste zu setzen; seit der „Caricatura VI“ werden neben Zeichnungen auf Papier auch digitale Formate gezeigt.
Im November 1995 wurde die Caricatura – Galerie für Komische Kunst in einem Seitentrakt des KulturBahnhofs Kassel als gleichzeitiger Ausstellungs- und Veranstaltungsraum für Komische Kunst eröffnet. In zumeist fünf Ausstellungen pro Jahr werden hier in der Regel aktuelle Arbeiten aus den Bereichen Cartoon, Karikatur, Bildergeschichte, Comic, Komische Zeichnung und Malerei gezeigt.
Im August 2012 führte ein von Mario Lars gestaltetes Plakat am Eingang der Caricatura zu Protesten mehrerer christlicher Kirchen. Am 22. August sei von privater Seite gegen den Künstler Anzeige nach § 166 StGB erstattet worden. Aufgrund der Proteste hat der Künstler am 23. August eine Entfernung des Plakates veranlasst.
Seit dem Jahr 2020 engagiert sich die Caricatura Galerie Kassel in der Berücksichtigung der Komischen Kunst in der akademische Ausbildung, beispielsweise durch eine Lehrtätigkeit an der Leibniz-Universität Hannover.

## Aufgaben und Veranstaltungen
Die Caricatura leistet Ausstellungs- und Veranstaltungsarbeit zu Cartoon, Karikatur und Komischer Kunst im weitesten Sinn. Im Galeriebetrieb wechseln Werkschauen, Themen- und Sammelausstellungen von und mit in Deutschland bekannten aktuellen Cartoonisten, Karikaturisten und komischen Zeichnern auf ca. 250 m² Fläche.
Neben fünf Ausstellungen pro Jahr finden auf der Galerie-Bühne regelmäßig Live-Veranstaltungen statt. Zum Veranstaltungsprogramm der Caricatura-Galerie gehören Lesungen satirischer und Komischer Literatur, Kabarett- und Theaterabende sowie Konzerte. In Kooperation mit der Kasseler Literaturstiftung Brückner-Kühner werden seit 1998 regelmäßig Veranstaltungen durchgeführt, darunter seit 2000 das Kasseler Komik Kolloquium „12 Stunden bis zur Ewigkeit“. In einer Ausstellung 2020 wurde an die „Neue Frankfurter Schule“ erinnert, indem die besten Titelbilder vom „Titanic-Magazin“ gezeigt wurden. 2021 wurde der Deutsche Cartoonpreis in ihren Räumen überreicht; dort wurden auch die ausgezeichneten und weitere eingereichte Arbeiten präsentiert.
Die Caricatura ist in mehreren Jurys zu Preisen der satirischen Bildkunst vertreten, darunter beim Karikaturenpreis der Bundesrechtsanwaltskammer, beim Deutschen Karikaturenpreis, beim Deutschen Cartoonpreis sowie beim Göttinger Elch.

### Caricatura-Wanderausstellungen
Einzelne Projekte werden auch als Wanderausstellungen angeboten und gezeigt. Bisher sind dreizehn Ausstellungen im Repertoire, u. a. von Greser & Lenz, Til Mette, Martin Perscheid, Harm Bengen und TOM. Auch Themen- und Sammelausstellungen werden angeboten, darunter „Einer geht noch - Cartoons und Karikaturen auf Leben und Tod“ oder „The Rejection Collection - Die besten Cartoons, die der New Yorker nie druckte“. 2021 wanderte die Freiluft-Ausstellung „Abgefahren!“ rund um das Thema Mobilität durch Nordhessen. Bisher wurden in 120 Städten in Deutschland, in Europa und über das Goethe-Institut auch in Indien und Mittelamerika 300-mal Ausstellungen der Caricatura gezeigt.

### Sommerakademie für Komische Kunst
Die Galerie ist seit 2007 Ausrichtungsort der „Sommerakademie für Komische Kunst“, eines gemeinsamen Projekts mit dem Museum für Komische Kunst Frankfurt, der Fotter-Privat-Stiftung und dem Titanic-Magazin. Das Anliegen dieses Projekts ist es, im Rahmen eines Workshops Nachwuchszeichner auszubilden und zu fördern.

## Partnerinstitutionen
Die Caricatura kooperiert national und international Kooperationspartner unter anderem mit dem Goethe-Institut, dem Auswärtigen Amt, dem Lentos Kunstmuseum Linz, dem Festival della Satira in Forte dei Marmi und mit Karikaturmuseen in Hannover, London, Warschau, und Krems.